# Kenny Brooks
Kenny Brooks (* 5. November 1966) ist ein US-amerikanischer Jazzmusiker (Tenorsaxophon).

## Leben und Wirken
Brooks begann mit neun Jahren Holzblasinstrumente zu spielen; nach Abschluss an der El Cerrito High School 1984 studierte er mit 17 Jahren am New England Conservatory bei George Garzone, George Russell, Bob Moses und Ken Radnofsky. Nach Erwerb des Bachelor-Abschlusses 1988 kehrte er 1989 in die San Francisco Bay Area zurück.
In den frühen 1990er-Jahren arbeitete er dort mit der Peck Allmond Group, der Afro-Pop-Gruppe Kotoja und mit dem Schlagzeuger Eddie Marshall. 1991 gründete er die Hip-Hop-Jazz-Band Alphabet Soup; Co-Leader war der Pianist Dred Scott. Mit der Band trat er im Raum San Francisco auf, sowohl auf dem Monterey als dem San Francisco Jazz Festival. 1991 entstanden erste Aufnahmen mit Dred Scott (Small Clubs Are Dead), 1992 mit seinem Lehrer Joe Henderson auf Kitty Margolis’ Album Evolution.
Ab 1994 spielte Brooks drei Jahre bei Charlie Hunter, dessen Band ein Engagement im Up and Down Club hatte. 1996 wirkte er bei Hunters Album Natty Dread (Blue Note) mit und tourte in Nordamerika und Europa. 1995 leitete er ein Trio mit Eddie Marshall und Jeff Chambers. 2002 legte er sein selbstproduziertes Album Off Shore vor, 2005 folgte Jetstream.
Brooks trat in den 1980er- und 90er-Jahren häufig auf dem Monterey Jazz Festival auf, außerdem gastierte er auf internationalen Festivals wie dem North Sea Jazz Festival, Montreux, Istanbul, Kopenhagen, Molde, Montreal, Vancouver, Calgary und Toronto. Ferner wirkte er bei Aufnahmen von Mike Clark, Ohio Players, Steve Smith, Les Claypool, Josh Roseman, Bob Weir, Chuck MacKinnon und Brian Charette (Power from the Air, 2021) mit. Im Bereich des Jazz war er zwischen 1991 und 2019 an 17 Aufnahmesessions beteiligt.

## Diskographische Hinweise
- Kenny Brooks Trio: Up & Down Club Sessions, Vol. 1 (Mammoth, 1993)
- The Up & Down All-Stars: Up & Down Club Sessions, Vol. 2  (Mammoth, 1994), mit Dred Scott, Charlie Hunter, Geoff Brennan, Josh Jones